# Жансемин, Жаку
Жаку Жансемин (окс. Jansemin, 6 марта 1798, Ажен — 4 октября 1864, Ажен) — французский поэт из Гаскони, крупнейший автор, писавший на гасконском языке.

## Имя
Настоящим именем поэта было Жакмо Боер, или, во французской транскрипции, Жак Бо. Сам поэт подписывался гасконским именем Жаку Жансемин, по канонам окситанского языка его имя пишется как Жаусемин, по-французски же звучит как Жак Жасмен.

## Происхождение
Жак Жансемин происходил из крайне бедной гасконской семьи. Его отец, портной по профессии, некоторое время зарабатывал на жизнь как бродячий певец-импровизатор, и молодой поэт путешествовал с отцом по городам и селам Юга Франции. От этого времени Жансемин унаследовал глубокое знание быта и языка родной Гаскони, отразившееся позднее в его творчестве.

## Творчество
Жаку Жансемин стал одним из провозвестников новой окситанской литературы, которая получила дальнейшее развитие в работах фелибров. Его работы, написанные на народном языке Гаскони, отличались свежестью и сочностью языка, богатством рифм и образов. Один из наиболее полных прижизненных сборников его лирики — «Папильотки». Идейно и эстетически поэт выступал как певец сельской, традиционной Гаскони, защищая её традиционный уклад жизни и язык от натиска города. С политической точки зрения Жансемин проявлял себя как консерватор, выступавший против революционной агитации, называя революционных агитаторов «лжепророками» (стихотворение «Богатый и бедный», написанное накануне французской революции 1848 года).

## Гасконский язык
Поэт иногда провозглашается предвестником движения фелибров. Но если фелибры пытались создать общий литературный язык для всей Окситании, то творчество Жансемина замыкалось на наречии и традициях родной Гаскони. Лояльный к французской власти, Жансемин тем не менее настойчиво защищал гасконский язык от нападок французских политиков, считавших его не более чем местным диалектом (patois). С точки зрения самого поэта, гасконский язык был для его земляков «языком труда» (la lengo del Trabal) в то время как официальный французский оставался «языком господ» (la lengo des Moussus).

## Влияние
Несмотря на чисто гасконский колорит, некоторые произведения Жансемина стали известны за пределами Гаскони. Так, его поэмой «Слепая из Кастель-Кулье» восхищался Лонгфелло, который перевел её на английский язык.